# Cosmia sanguinea
Cosmia sanguinea är en fjärilsart som beskrevs av Shigero Sugi 1955. Cosmia sanguinea ingår i släktet Cosmia och familjen nattflyn. Inga underarter finns listade i Catalogue of Life.